# Derrière ce rideau
Derrière ce rideau (titre original : Behind That Curtain) est un roman policier écrit par Earl Derr Biggers, paru en 1928. Il s'agit du troisième titre de la série dans laquelle apparaît le policier Charlie Chan.
Le roman est traduit en français par Louis Postif aux éditions Perrin en 1930.

## Résumé
Sir Frederic Bruce, un ancien détective de Scotland Yard, suit depuis quinze ans, et jusqu'en Californie, la piste du meurtrier d'un avocat londonien assassiné dans de telles circonstances que le seul indice demeure une paire de pantoufles chinoises. Il s'intéresse également à une série de disparitions de femmes dans le monde, dont une certaine Eve Durand qui s'est éclipsée en Inde il y a une quinzaine d'années.
Juste au moment où le détective britannique semble avoir réuni assez de preuves pour résoudre l'énigme, il est assassiné à son tour pendant un dîner auquel assiste un certain nombre de personnalités. Juste avant sa mort, il a été vu une dernière fois, chaussant une paire de pantoufles chinoises qui ont depuis disparu.
Charlie Chan se charge de l'enquête et est bien déterminé à faire toute la lumière sur cette affaire.

## Adaptation
- 1929 : Behind That Curtain, film américain réalisé par Irving Cummings, avec E. L. Park dans le rôle de Charlie Chan, Warner Baxter et Lois Moran